# Faustino Harrison
Faustino Harrison (ur. 1900 w Chamangà, zm. 20 sierpnia 1963 w Montevideo) – prezydent Urugwaju w latach 1962–1963. Swoją funkcję pełnił aż do śmierci. Związany z Partią Colorado.
Do świata polityki wkroczył w 1928 roku.